# Aan boord van de Sabine
Aan boord van de Sabine is een Nederlandse stomme film uit 1920 van Theo Frenkel. De film is tot op heden vermist.
Het verhaal draait rond een aantal personen van het passagiersschip De Sabine, zoals een vader en dochter die in de clinch liggen over de drank- en geldproblemen.

## Cast
| Acteur                | Personage |
| --------------------- | --------- |
| Frits Bouwmeester jr. |           |
| Lily Bouwmeester      |           |
| Frits Engels          |           |
| Dio Huysmans          |           |
| Kees Lageman          |           |